# Anolis bartschi
Anolis bartschi is een hagedis uit de familie anolissen (Dactyloidae).

## Naam en indeling
De wetenschappelijke naam van de soort werd voor het eerst voorgesteld door Doris Mable Cochran in 1928. Oorspronkelijk werd de wetenschappelijke naam Deiroptyx bartschi gebruikt. De soortaanduiding bartschi is een eerbetoon aan de Poolse molluskenexpert Paul Bartsch (1871-1960).

## Uiterlijke kenmerken
Mannetjes bereiken een lichaamslengte van ongeveer 23 centimeter (kopromp-lengte 7,6 cm) en vrouwtjes een lichaamslengte van ongeveer 17 centimeter (kopromplengte 6,2 cm).
De anolis is in vergelijking met andere anolissen bijzonder bont gekleurd; de grondkleur is groen en paars-bruin met een onregelmatige, donker gerande, gele verticale belijning. Op de rug is een grijze zadelvormige tekening te vinden. Achter het oog is een paarse tot blauwe vlek aanwezig.

## Verspreiding en habitat
De soort is endemisch in Cuba en wordt daar alleen gevonden in de provincie Pinar del Río. De habitat bestaat uit de hier voorkomende kalksteenformaties. De hagedis is vooral vroeg in de ochtend en laat in de middag actief en verschuilt zich op het heetst van de dag in rotsspleten. Anolis bartschi voedt zich met insecten en andere ongewervelden.